# خطر وجودی ناشی از هوش جامع مصنوعی
خطر وجودی ناشی از هوش جامع مصنوعی (انگلیسی: Existential risk from artificial general intelligence) یک فرضیه است که پیشرفت قابل توجه در هوش عمومی مصنوعی (AGI) می‌تواند منجر به انقراض انسان یا برخی فاجعه جهانی غیرقابل جبران شود.
مکتب خطر وجودی ("x-risk") به شرح زیر استدلال می‌کند: گونه انسان در حال حاضر بر گونه‌های دیگر تسلط دارد زیرا مغز انسان دارای برخی قابلیت‌های متمایز است که سایر حیوانات به صورت عمومی فاقد آن هستند. اگر هوش مصنوعی از نظر هوش عمومی بتواند از بشریت پیشی بگیرد و به «فوق هوشمند» تبدیل شود، آنگاه کنترل آن برای انسان دشوار یا غیرممکن خواهد بود. همان‌طور که سرنوشت گوریل کوهی به حسن نیت انسان بستگی دارد، سرنوشت بشریت نیز ممکن است به برخی اقدامات یک ابرهوش ماشینی در آینده بستگی داشته باشد.
احتمال وقوع این نوع سناریو به شکل زیادی مورد بحث و گفتگو قرار گرفته‌است، و تا مقدار زیادی به سناریوهای مختلف برای پیشرفت آینده در علوم رایانه بستگی دارد. نگرانی‌هایی در مورد ابر هوش توسط دانشمندان برجسته رایانه و مدیران عامل فناوری مانند جفری هینتون، آلن تورینگ،  ایلان ماسک، و مدیر عامل OpenAI سم آلتمن ابراز شده‌است. در سال ۲۰۲۲، یک نظرسنجی از محققان هوش مصنوعی نشان داد که برخی از محققان بر این باورند که احتمال ۱۰ درصد یا بیشتر وجود دارد که ناتوانی ما در کنترل هوش مصنوعی باعث یک فاجعه وجودی شود.

## تاریخ
یکی از اولین نویسندگانی که نگرانی جدی خود را از اینکه ماشین‌های بسیار پیشرفته ممکن است خطرات وجودی برای بشریت ایجاد کنند، ابراز کرد، رمان‌نویس ساموئل باتلر بود که در مقاله‌اش در سال ۱۸۶۳ داروین در میان ماشین‌ها موارد زیر را نوشت:

## یادداشت
1. ↑  In a 1951 lecture[۴] Turing argued that “It seems probable that once the machine thinking method had started, it would not take long to outstrip our feeble powers. There would be no question of the machines dying, and they would be able to converse with each other to sharpen their wits. At some stage therefore we should have to expect the machines to take control, in the way that is mentioned in Samuel Butler’s Erewhon. ” Also in a lecture broadcast on BBC[۵] expressed: "If a machine can think, it might think more intelligently than we do, and then where should we be? Even if we could keep the machines in a subservient position, for instance by turning off the power at strategic moments, we should, as a species, feel greatly humbled. . . . This new danger . . . is certainly something which can give us anxiety. ”